# Kumpelkari (ö i Nystadsregionen, lat 60,74, long 21,30)
Kumpelkari är en ö i Finland.   Den ligger i kommunen Nystad i den ekonomiska regionen Nystadsregionen och landskapet Egentliga Finland, i den sydvästra delen av landet, 210 km väster om huvudstaden Helsingfors.
Terrängen på Kumpelkari är mycket platt.